# NGC 208
NGC 208 је спирална галаксија у сазвежђу Рибе која се налази на NGC листи објеката дубоког неба.
Деклинација објекта је + 2° 45' 21" а ректасцензија 0h 40m 17,4s. Привидна величина (магнитуда) објекта NGC 208 износи 14,5 а фотографска магнитуда 15,4. NGC 208 је још познат и под ознакама MCG 0-2-118, CGCG 383-64, PGC 2420.